# Rostsibia
Rostsibia (Heterophasia capistrata) är en bergslevande asiatisk fågel i familjen fnittertrastar inom ordningen tättingar.

## Utseende och läten
Rostsibian är en slank, 21-24 cm lång fågel med rätt tunn, något nedböjd näbb. Den har svart hjässa och rödbrun undersida och nacke. Både i vingen och stjärten finns inslag av grått och svart. Sången är en klar, ljus och silvrig dalande melodi.

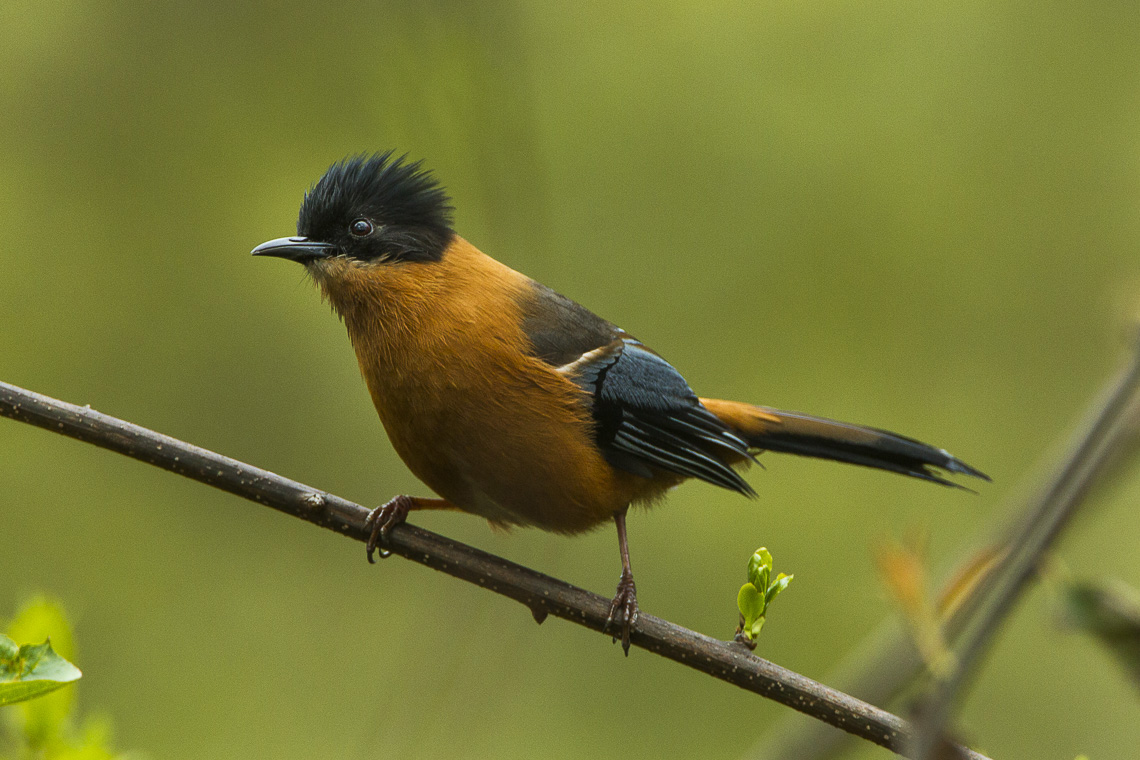
Rostsibia i Bhutan.

## Utbredning och systematik
Rostsibia delas in i tre underarter:
- Heterophasia capistrata capistrata – förekommer i västra Himalaya (från Pakistan till Garhwal i Indien)
- Heterophasia capistrata nigriceps – förekommer i centrala Himalaya (från Kumaon till centrala Nepal)
- Heterophasia capistrata bayleyi – förekommer i östra Himalaya (från östra Nepal till Sikkim, Bhutan, södra Tibet och norra Assam)

## Levnadssätt
Rostsibian påträffas i städsegrön skog, framför allt med inslag av ek, men även i barrblandskogar, på mellan 1200 och 3410 meters höjd. Den lever av insekter och bär och ses besöka rhododendron och Bombax ceiba på jakt efter insekter och nektar. Fågeln häckar mellan april och augusti. Den är huvudsakligen stannfågel, men vissa individer rör sig till lägre nivåer vintertid.

## Status och hot
Arten har ett stort utbredningsområde, men tros minska i antal, dock inte tillräckligt kraftigt för att den ska betraktas som hotad. Internationella naturvårdsunionen IUCN listar arten som livskraftig (LC). Världspopulationen har inte uppskattats, men den beskrivs som den vanligaste sibian i Himalaya.

## Namn
Sibia kommer av det nepalesiska namnet Sibya för rostsibian. Arten har tidigare på svenska kallats svarthuvad sibia, som nu istället används för arten H. desgodinsi).